# Corgatha zonalis
Corgatha zonalis är en fjärilsart som beskrevs av Walker 1858. Corgatha zonalis ingår i släktet Corgatha och familjen nattflyn. Inga underarter finns listade i Catalogue of Life.